# Ernst Rüdin
Ernst Rüdin (San Gallo, 19 aprile 1874 – Monaco di Baviera, 22 ottobre 1952) è stato uno psichiatra e genetista tedesco di origine svizzera.
Fu un tenace propugnatore di teorie eugenetiche che avrebbero trovato il loro definitivo sbocco nel nazismo.

## Biografia
Laureato in medicina nel 1898 all'Università di Zurigo, nel 1904 Rüdin fondò a Berlino e co-diresse la rivista accademica Archiv für Rassen-und Gesellschaftsbiologie ("Archivio per una biologia razziale e sociale") e nel 1905 fondò e presiedette la Gesellschaft für Rassenhygiene ("Società per l'igiene razziale").
Con la salita al potere del nazismo, fu nominato dal ministro degli interni Wilhelm Frick membro dei consigli di amministrazione dei due sindacati nazionali di igiene razziale e consigliere del ministero addetto alla ricostruzione della razza tedesca; in questa veste fu il maggiore ideatore della legge per la prevenzione della prole ereditariamente malata del 1934, che portò alla sterilizzazione forzosa di decine di migliaia di persone affette da più o meno gravi malattie o invalidità.
Nel 1939 Hitler gli conferì una Medaglia Goethe per le Arti e le Scienze (Goethe-Medaille für Kunst und Wissenschaft) come "pioniere emerito delle politiche razziali ed eugenetiche del Terzo Reich". Ancora nel 1944, a guerra ormai perduta, Hitler gli conferì per il suo settantesimo compleanno una medaglia di bronzo con lo stemma dell'aquila nazista in quanto "pioniere nel campo della salute genetica". Nel dopoguerra gli fu revocata la cittadinanza svizzera, e Rüdin ebbe una lieve condanna dal processo di denazificazione, che lo qualificò come un "colpevole minore".